# Agrostis vinealis
Agrostis vinealis é uma espécie de gramínea do gênero Agrostis, pertencente à família Poaceae.